# Schizonycha nigricornis
Schizonycha nigricornis är en skalbaggsart som beskrevs av Hermann Burmeister 1855. Schizonycha nigricornis ingår i släktet Schizonycha och familjen Melolonthidae. Inga underarter finns listade i Catalogue of Life.